# Гашпар Алапић
Гашпар Алапић (?, прва четвртина 16. века – Вуковина код Велике Горице, 4. април 1584) је био бан краљевина Хрватске и Славоније у периоду од 1574. до 1578. године.

## Војна каријера
Наследио је Вуковину и Грегуровец, а брат му Никола Велики Калник. Као капетан, поразио је 17. јула 1566. године код Шиклоша (Siklós) санџак-бега Мухамеда из Тирбале. У бици код Сигета, Никола Зрински га је 6. јуна 1566. именовао својим замеником у случају смрти. Заједно са Зринским пробио се из запаљене тврђаве 7. септембра и био је један од ретких преживелих (уз Ференца Чрнка, секретара Зринског), али је заробљен од Турака. Пошто се био преобукао у обичног војника, а низак растом и грбав, за откуп Турци су тражили само 500 форинти. Откупио га је из турског заробљеништва син кнеза Николе, кнез Јурај Зрински. Године 1571. постао је градски капетан Кањиже (Nagykanizsa). Бан Јурај Драшковић именовао га је за команданта војске која је угушила сељачки устанак 1573. године и за банског намесника, јер су земаљског капетана Шимуна Кеглевића већ опколили у Лобору његови кметови. (С. Клаић сматра да Кеглевић није желео да одговори на Банов позив.) Сабравши војску поразио је побуњенике прво код Керестинца и Мокрица 6. фебруара 1573. Из Загреба је са војском кренуо на главнину побуњеника под Матијом Губецом. Главнину побуњеничке војске потукао је у бици код Стубичких Топлица 9. фебруара. Са побеђенима је поступао немилосрдно.

## Бан Хрватске и Славоније
Постао је бан 15. октобра 1574., али је радио само војне послове; администрацију и правосуђе задржао је бан Јурај Драшковић. Са банске дужности покушао је да се повуче већ 13. марта 1576., али је ипак остао све до именовања новог бана Крсте Унгнада почетком 1578. Током бановања је значајну пажњу посветио борби против Турака, који су у 1576. и 1578. опустошили и његове поседе. Краљ Рудолф потврдио је поседе Гашпару и његовом брату 26. марта 1580. По жељи у тестаменту, сахрањен је у паулинској цркви у Реметама поред свога оца.